# Анхель Патрік
Анхель Патрік (ісп. Ángel Patrick, нар. 27 лютого 1992) — панамський футболіст, захисник клубу «Кафеталерос де Тапачула».
Виступав, зокрема, за клуб «Арабе Унідо», а також національну збірну Панами.

## Клубна кар'єра
У дорослому футболі дебютував 2010 року виступами за команду клубу «Арабе Унідо». 30 січня 2011 року в матчі проти «Сан-Франциско» він дебютував у чемпіонаті Панами. 29 липня 2012 року в поєдинку проти клубу «Пласа Амадор» Патрік забив свій перший гол за «Унідо». У тому ж році він став чемпіоном Панами у складі «Арабо». У 2015 році Анхель вдруге виграв першість країни. Всього Анхель взяв участь у 138 матчах чемпіонату за рідний клуб.
На початку 2017 року перейшов на правах оренди в клуб другого мексиканського дивізіону «Кафеталерос де Тапачула». Відтоді встиг відіграти за команду з Тапачули 3 матчі в національному чемпіонаті.

## Виступи за збірну
20 серпня 2014 року дебютував в офіційних матчах у складі національної збірної Панами в товариській грі проти збірної Куби (4:0).
У 2015 році Анхель став бронзовим призером Золотого кубка КОНКАКАФ. На турнірі він був запасним і на поле не вийшов. Так само Анхель не зіграв жодної хвилини і на Золотому кубку КОНКАКАФ 2017, де панамці дійшли до чвертьфіналу.
Наразі провів у формі головної команди країни 5 матчів.

## Досягнення
- Чемпіон Панами: Апертура 2012, Клаусура 2015, Апертура 2015, Апертура 2016
- Бронзовий призер Золотого кубка КОНКАКАФ: 2015